# 鄂维南

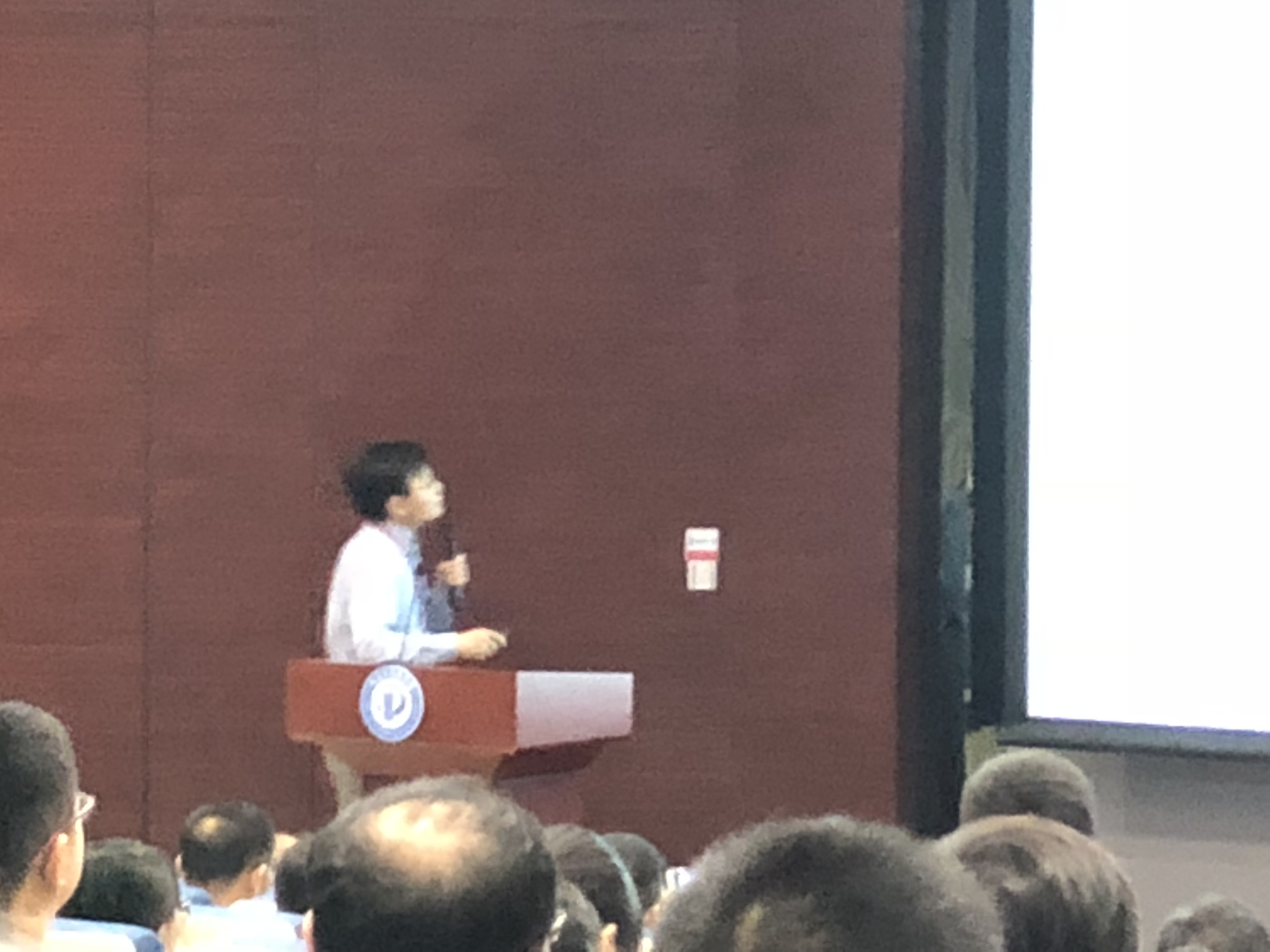
鄂维南院士，在第二届世界华人计算生物和分子模拟大会上作报告。

鄂维南（1963年9月—）是一位中国数学家。北京大学、普林斯顿大学教授，长江学者。

## 生平
生于江苏省靖江市。1982年毕业于中国科学技术大学数学系，1985年获中国科学院计算中心硕士学位，1989年获美国加州大学洛杉矶分校博士学位。

## 荣誉
1996年获得美国青年科学家与工程师总统奖。1999年获得冯康科学计算奖，2011年当选为中国科学院院士。